# Je suis avec toi
Pour plus de détails, voir Fiche technique et Distribution.
Je suis avec toi est un film français réalisé par Henri Decoin en 1943.

## Synopsis
Une jeune femme (Yvonne Printemps) a des doutes sur la fidélité de son mari (Pierre Fresnay). Elle prétexte un voyage pour s'installer dans l'hôtel où son époux doit passer. Celui-ci la rencontre et, troublé par celle qu'il croit être le sosie de sa femme, devient son amant. Peu à peu, la vérité perce. Le mari prend congé de sa maîtresse et revient à l'épouse dont le retour a été annoncé.

## Fiche technique
- Titre original : Je suis avec toi
- Réalisateurs : Henri Decoin
- Assistante réalisateur : Andrée Feix
- Scénaristes : Fernand Crommelynck
- Adaptation : Marcel Rivet
- Dialogue : Pierre Bénard
- Décors : Lucien Aguettand, assisté de R. Nègre
- Directeur de la photographie : Nicolas Hayer
- Opérateur : Gustave Raulet, Jacques Lemare, Étienne Laroche
- Monteur : Charles Bretoneiche, assisté de Annick
- Compositeur : René Sylviano et Jacques Poterat
- Son : Maurice Carrouet
- Régisseur général : M. Saurel
- Administrateur : Marcel Provençal
- Production : Compagnie Industrielle Commerciale Cinématographique, Pathé Cinéma
- Chef de production : Raymond Borderie
- Directeur de production : Christian Stengel
- Tournage dans les studios Pathé Cinéma
- Tirage dans les laboratoires Pathé Cinéma de Joinville-Le-Pont
- Distribution : Pathé Consortium Cinéma
- Pays :  France
- Format : Son mono - Noir et blanc - 35 mm  - 1,37:1
- Genre : Comédie musicale
- Durée : 95 min
- Sortie en salle :
  - France - 22 décembre 1943
- Affiche : Jean Mascii (1944)

## Distribution
- Pierre Fresnay : François Laferrière
- Yvonne Printemps : Élisabeth Laferrière et Irène Grégoire
- Luce Fabiole : la tante Ellen
- Bernard Blier : Robert Nattier, l'ami de la famille
- Jean Meyer : Armand, le domestique
- Paulette Dubost : la standardiste
- Denise Benoit : Irma
- Annette Poivre : la postière
- Guita Karen : Madeleine, la femme de chambre
- Jacques Louvigny : le commissaire
- Pierre Palau : le contrôleur
- André Valmy : le gérant de l'hôtel
- Henri de Livry : le portier
- André Varennes : le général
- Robert Le Fort : le violoniste
- Henry Prestat : l'homme qui pleure
- Paul Delauzac : le maître d'hôtel
- Jacques Janvier : le gendarme
- Pierre Cueille : le portier de nuit
- Jacques Munier
- Maggy Claude
- Simone Gerbier
- Liliane Bert
- Anne Vandenne